# Sewell (Cile)
Sewell è una città mineraria che si trova nel comune di Machalí, nel Cile centrale, sui pendii del Cerro Negro, nella catena montuosa delle Ande, ad un'altitudine compresa fra i 2.000 e i 2.250 metri.

## Storia
La città venne fondata nel 1904 dalla Braden Copper Company per estrarre il rame che si trovava in quest'area, e nel 1915 venne battezzata in onore del primo presidente della società, Barton Sewell. Nel 1918 ospitava già 14.000 abitanti.
Dopo molti anni di intenso sviluppo, che ha portato alla costruzione e allo sfruttamento della più grande miniera sotterranea del mondo, nel 1977 la Compagnia cominciò a trasferire le famiglie nella valle sottostante, e poco dopo la miniera venne smantellata. Nel 1998 il governo cileno ha dichiarato Sewell monumento nazionale, mentre nel 2006 è stato incluso nell'elenco dei Patrimoni dell'umanità dell'UNESCO.
Sewell è nota per essere la città delle scale: infatti non vi è alcuna strada, solo un treno che portava i lavoratori e le loro famiglie alla miniera. La visita è possibile solamente con tour operator, prenotabili da Santiago e da Rancagua.